# Terence Wilmot Hutchison
Terence Wilmot Hutchison (Bournemouth, 13 agosto 1912 – Winchester, 6 ottobre 2007) è stato un economista inglese.
Docente dal 1956 all'università di Birmingham, fu autore di opere fondamentali sul pensiero di Adam Smith, si  oppose all'"apriorismo" di Ludwig von Mises e si trovò spesso in disaccordo con Fritz Machlup e la scuola austriaca di economia.

## Biografia
Figlio di Robert Langton Douglas, Hutchison nacque a Bournemouth e fu educato alla Tonbridge School. Rimanendo all'oscuro dell'identità di suo padre fino all'adolescenza, era fratellastro del maresciallo della Royal Air Force William Sholto Douglas, I barone Douglas di Kirtleside. Sua madre australiana, Grace Hutchison (1870-1935), lo allevò nella fede dello Scientista Cristiano.
Hutchison frequentò Peterhouse, Cambridge nel 1931 per studiare i classici, ma passò all'economia, prendendo il suo bachelor of arts, con lode, nel 1934. Successivamente, trascorse un anno alla London School of Economics (LSE), poi divenne docente di economia a Bonn, in Germania, nel 1935, a causa di un interesse per Ludwig Wittgenstein. Trascorse circa tre anni a Bonn, imparando la lingua tedesca mentre faceva ricerca in studi tedeschi in economia.
Dopo un breve periodo a Vienna, Hutchison si trasferì a Baghdad nel 1938 per assumere una posizione in una scuola di formazione per insegnanti. L'instaurazione di un regime filonazista in Iraq nel 1941 lo spinse a trasferirsi a Bombay, dove si unì all'esercito indiano come ufficiale dei servizi segreti, prestando servizio inizialmente sulla frontiera nord-occidentale, poi in Egitto e infine a Delhi.

## Carriera
Nel 1946 iniziò la carriera universitaria britannica con un incarico presso l'Università di Hull. Dopo un anno a Hull, si trasferì alla LSE, dove si interessò alla storia dell'economia. L'Università di Birmingham lo nominò Mitsui Professor of Economics nel 1956, posizione che mantenne fino al suo pensionamento nel 1978. Continuò a insegnare storia dell'economia per altri due anni.
Dopo il ritiro, Hutchison pubblicò il libro Before Adam Smith nel 1988, il primo libro in inglese ad analizzare sistematicamente la scrittura economica del XVIII secolo prima della pubblicazione dell'opera fondamentale di Adam Smith La ricchezza delle nazioni (1776).

## Vita privata
Hutchison sposò la tedesca Loretta Hack, studentessa a Bonn, nel 1935. Morì nel 1981. Nel 1983 Hutchison sposò l'accademica americana Christine Donaldson, morta nel 2003. Ebbe tre figli.